# Frans Halsstraat (Amsterdam)

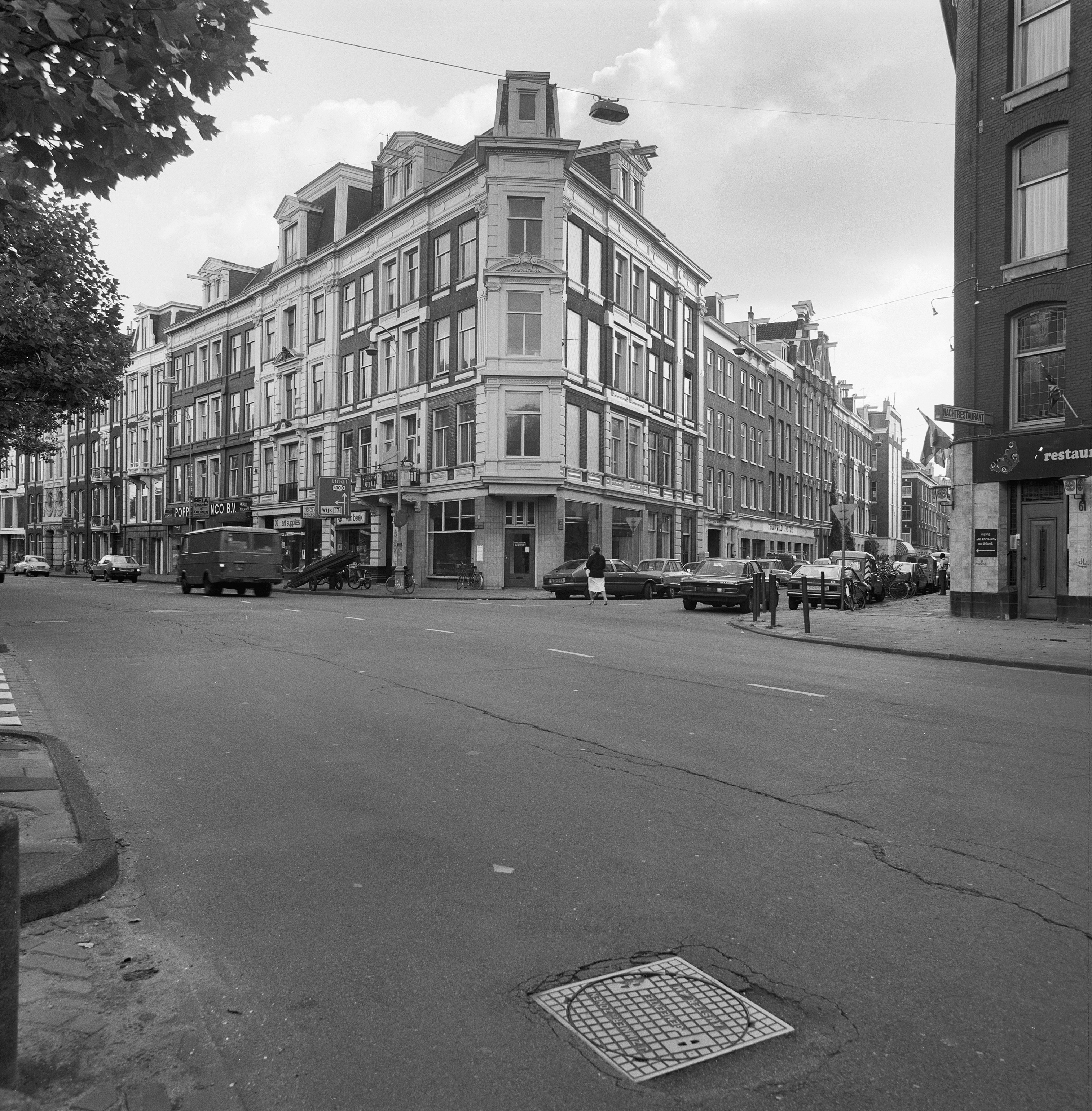
Frans Halsstraat hoek Stadhouderskade 1980 (Stadhouderskade op voorgrond)

De Frans Halsstraat is een straat in Amsterdam-Zuid, De Pijp.

## Geschiedenis
De straat, aangelegd in de laatste helft van de 19e eeuw, werd op 18 december 1872 vernoemd naar de schilder Frans Hals.
De straat loopt voor wat betreft nummering van de Stadhouderskade tot aan de Albert Cuypstraat. Ter plaatse wordt de hoek met de Stadhouderskade een punt genoemd, de kruising vormt geen rechte hoek.
Op de huisnummers 7 en hoger was in het verleden een eau de colognefabriek gevestigd van 4711, hetgeen terug te lezen valt op de gevel.
In 1888 werd in de straat op de nummers 14-16 een gemengde openbare lagere school geopend, de Frans Halsschool. Bekendste leerling daarvan is Jacob Olie. Buurman was destijds de Huishoudschool Sancta Maria. Regelmatig werd er over sluiting gesproken in verband met een teruglopend leerlingaantal. In 1979 werden de schoolgebouwen gebruikt voor de vestiging van de (eerste) Japanse School van Amsterdam. Ook deze school hield het niet vol en werd in 1983 elders ondergebracht. Het schoolgebouw werd gesloopt. Er kwam ter plaatse nieuwbouw, die om de poort, het enige overblijfsel van de school, werd gebouwd.
In de jaren tachtig en negentig van de 20e eeuw kreeg de straat voor korte tijd te maken met raamprostitutie in verband met renovatie van de Ruysdaelkade. Een aantal panden in de straat werd in de loop der jaren grondig gerenoveerd, dan wel in zijn geheel vervangen door nieuwbouw. In de 21e eeuw kregen huizenbezitters te maken met de aanleg van de Noord-Zuidlijn, men vreesde verzakkingen, welke uitbleven.
De Frans Halsstraat vormt de oostgrens van wat plaatselijk aangeduid wordt als de Frans Halsbuurt. Deze wordt begrensd door de Stadhouderskade (noord), Ruysdaelkade (west), Albert Cuypstraat (zuid) en Frans Halsstraat (oost). Voorts is de straat naamgever van de Frans Halstuinen, een ingesloten tuincomplex behorend bij de woningen in de Frans Halsstraat en Eerste Jacob van Campenstraat.

## Verkeerssituatie 2015
De straat is in 2015 al enige tijd eenrichtingsverkeer, aangezien de straat te nauw is voor een dubbele verkeersstroom. Het is geen doorgaande route meer. De rijrichting voor gemotoriseerd verkeer is vanaf de Stadhouderskade tot aan de Daniël Stalpertstraat en noordwaarts vanaf de Albert Cuypstraat, die daar marktloos is tot aan diezelfde Daniël Stalpertstraat.

## Muurschildering
Rond 2000 plaatste kunstenaar Jurriaan van Hall (en later zoon Rinus van Hall) een tekst op een muur, die is overgebleven toen Frans Halsstraat 64 in 1945 werd afgebroken mede als gevolg van houtroof tijdens de Tweede Wereldoorlog. In eerste instantie kwam de muurschildering Wir hebben es Gümüst een verwijzing naar Asielzaak Gümüş. Daarna volgde Making art means creating new problems for imagenairy solutions. Op 24 juli 2013 werd er de tekst Wake me up when I'm famous op de muur geschilderd. Alle drie de uitingen werden veelal aan het oog onttrokken vanwege geparkeerde auto's. Toen de straat na de oplevering van de Albert Cuypgarage opnieuw kon worden ingericht (de bewoners waren daarmee sneller dan de gemeente), werden parkeervakken omgebouwd tot plantenbedden. De schildering kwam meer in het zicht en werd vervolgens ontdekt door de Instagramjeugd, die zich veelal in selfie vastlegden of een gewoon kiekje als slapend op het voorstaande bankje lieten maken. De kunstenaars hadden overigens zelf al een verzoek geplaatst om het beeld te uploaden op internet. Later werd de muurschildering ook omgezet in prints op T-shirts, kussens en mokken. De muurschildering werd ook al eens slachtoffer van een blik blauwe verf.

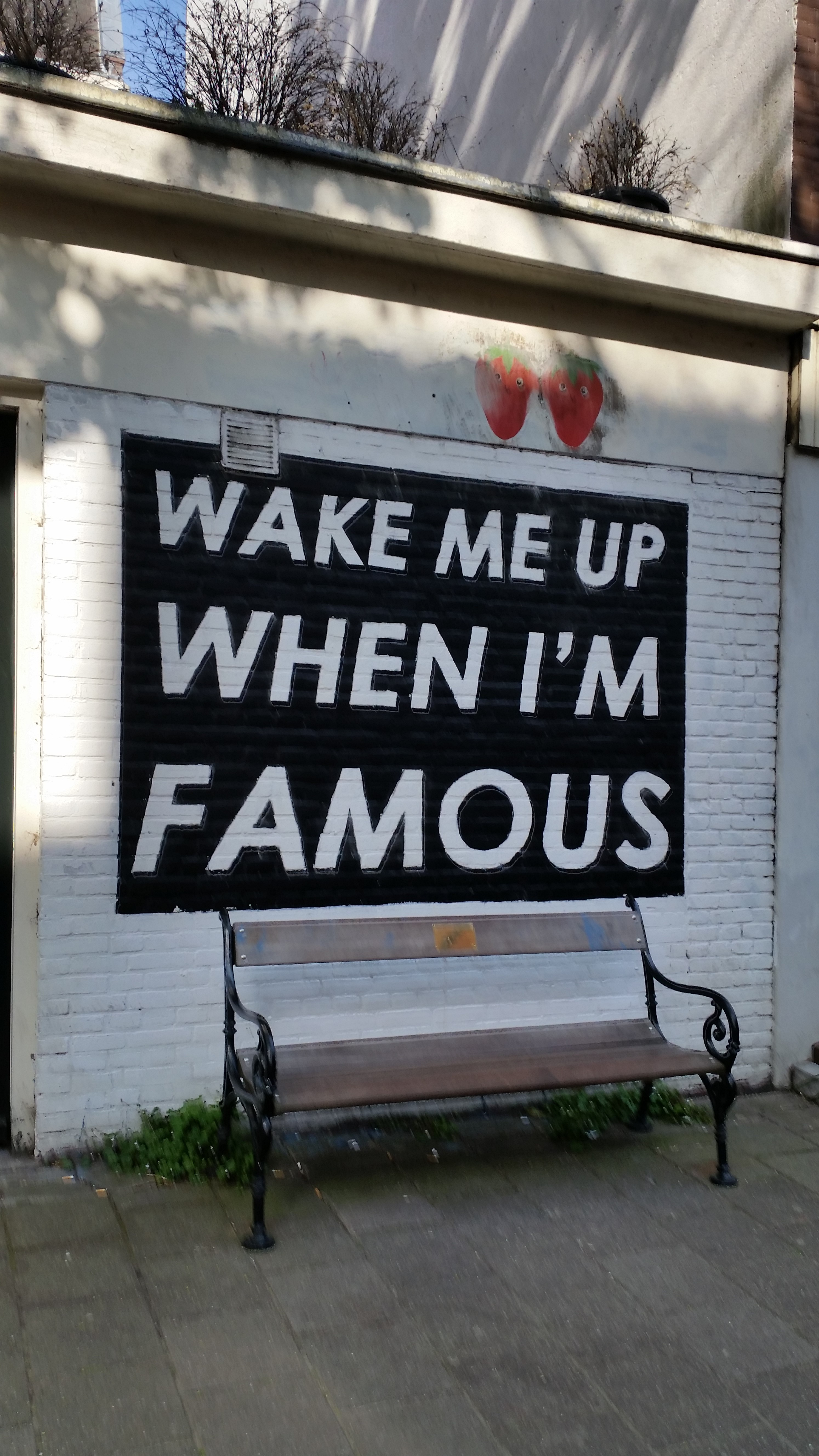
Muurschildering (april 2019)